# فرودگاه انتونیو ریویرا رودریگز
فرودگاه انتونیو ریویرا رودریگز (به انگلیسی: Antonio Rivera Rodríguez Airport) یک فرودگاه همگانی بهره‌برداری هوایی با کد یاتا VQS است که یک باند فرود آسفالت دارد. این فرودگاه در کشور پورتوریکو قرار دارد.

## شرکت‌های هواپیمایی و مقصدهای پروازی
| شرکت‌های هواپیمایی | مقصدهای پروازی |
| ----------------- | --- |
| ایر فلامنکو       | فرودگاه خوزه آپونته دلا توره، فرودگاه فرناندو لوییس ریباس دومینیسی                                                                    |
| Air Sunshine      | فرودگاه بین‌المللی لوئیز مونز مارین، فرودگاه سیرل گری کینگ، فرودگاه بین‌المللی ترانس بی. لتسام، فرودگاه ویرجین گوردا                    |
| کیپ ایر           | فرودگاه بین‌المللی لوئیز مونز مارین، فرودگاه هنری ئی. رولسن                                                                            |
| کولبرا ایر سرویسز | فرودگاه بین‌المللی لوئیز مونز مارین |
| Isla Nena Air     | فرودگاه خوزه آپونته دلا توره، فرودگاه بین‌المللی لوئیز مونز مارین                                                                      |
| M&N Aviation      | فرودگاه فرناندو لوییس ریباس دومینیسی                                                                                                  |
| ویکوس ایر لینک    | فرودگاه خوزه آپونته دلا توره، فرودگاه بنیامین ریویرا نرییگا، فرودگاه بین‌المللی لوئیز مونز مارین، فرودگاه فرناندو لوییس ریباس دومینیسی |